# 熱電子
熱電子（ねつでんし、Thermo electron）は、熱電子放出により飛び出してくる電子のこと。
熱電子放出は、陽極を置いたときの、金属などの陰極の表面を加熱した際に、表面から熱励起された電子が飛び出してくる現象で、この時熱励起は、その対象となる表面の持つ仕事関数（物質の種類、表面の面方位、表面の状態などによって値は異なる）より大きくなければならない。
熱電子を利用したものとして、真空管や蛍光灯がある。